# NK Slatina
NK Slatina je nogometni klub iz Slatine. U sezoni 2022./23. se natječe u 4. NL Bjelovar – Koprivnica – Virovitica.

## Povijest
Nogomet se počeo igrati u Slatini početkom 1917. godine u okviru Sportskog društva Orao. Do osnivanja nogometnog kluba došlo je 1919. godine. Osnivači ovog kluba bili su slatinski trgovci na čelu s Majerom i Lachom. Uz njih su veliki doprinos dali Miloš Trbojević, Drago Kon i Stjepan Horvat. 
U slatinskom nogometnom klubu (mijenjao je ime, prvi naziv bio je Orao, potom Seneška, Slavija, Slavonac, Slavonski Partizan, Slatina), u dugoj tradiciji pamte se desetine vrsnih igrača.
Najpoznatiji slatinski nogometaši u vremenu prije Drugog svjetskog rata bili su Bogdan Filipović, Dragan Stvorić, Svetozar Ćeralinac, Božo Pištelić, Ivan Bruner, Mihajlo Klajn, Špirer, Branko Vidović, Branko Kalaj, braća Đurđević, Bogdan Stoponja te Pepa, Mirko i Viki Petrovicki.  Prvu nogometnu loptu donio je, iz Zagreba, Josip Lach. Nogomet se tada igrao na ledini, u centru Slatine, na mjestu današnjeg gradskog parka.
U poslijeratnom razdoblju do početka sedamdesetih godina prošlog stoljeća u slatinskom nogometu posebice su ostavili traga Antun Kolar, Milenko Vlajnić, Josip Majetić, Relić, Miloš Bogosavljević, Ivan Kobača, Mile Mrđen, Josip Horvat, Mićo Borčić, Stjepan Fridrich, Luka Lavrnić, Krešo Gregorić, Branko Radulović, Elmaz Mazo Gegić, Nikica Arbutina, Nedeljko Đačić Đale, Branko Jukić, Antun Tona Butorac, Lazo Todorović, Momčilo Momo Kovačević i Marko Jukić.
Najznačajnije rezultate klub postiže osamdesetih godina igranjem u III HNL.Igrači koji su obilježili to razdoblje igranja su: Zdenko Tepeš,Milan Vurdelja,Ivan Lah,Mrva Zvonko,Krešimir Fučkar,Željko Stipanić,Dragan Kraljik,Josip Kizivat i drugi. Nekoliko igrača igralo je i I ligu kao što su Berislav Martinčević i Krešimir Fučkar u NK Osijeku a Haničar Zlatko postigao je najveći uspjeh Slatine igrajući u SAK Salzburg u prvoj Austrijskoj ligi.
Nakon Domovinskog rata nogomet se i dalje igrao u Slatini i to u III HNL – Sjever, u tom razdoblju klub je uspješno vodio Dragan Kraljik.U razdoblju 2000-2004 u klubu djeluje vrlo uspješno i škola nogometa iz koje su izašlo nekoliko vrlo uspješnih igrača koji su igrali I HNL (Filipović,Ciglar,Vurdelja,Međimurac). U tom razdoblju istakli su se igrači Dražen Despotović, Igor Miklošević,Branimir Manceta,Mato Grgurić i drugi.Slatina trenutno igra 4. HNL – Sjever i nalazi se na prvom mjestu s težnjom ulaska u III HNL.  
Kontinuirani razvoj nogometnog sporta u Slatini poslije 1945. godine, kao treneri, održali su Antun Kolar, Krešo Gregorić, Tomo Opalić, Marko Ćosić, Elmaz Gegić, Momčilo Kovačević, Dušan Grijak, Ivan Gutzmirtl, Ivan Knežević, Ljubisav Popović, Stevo Živković, Dragan Kraljik, Antun Bosnić, Vlado Međimurec, Josip Kizivat.
Godine 1969. slatinski nogometni klub je nagrađen Zlatnom plaketom FSJ (NSJ) za svoju polustoljetnu aktivnost.